# Pagyris dimidiata
Pagyris dimidiata är en fjärilsart som beskrevs av Otto Staudinger 1885. Pagyris dimidiata ingår i släktet Pagyris och familjen praktfjärilar. Inga underarter finns listade i Catalogue of Life.